# Campeonato Mineiro de Futebol de 2006 - Segunda Divisão
O Campeonato Mineiro de Futebol da Segunda Divisão foi disputado por 17 clubes. Iniciou-se no dia 15 de julho de 2006 e terminou em 25 de novembro de 2006.

## Clubes participantes
- Alfenense Futebol Clube (Alfenas)
- América Futebol Clube (Teófilo Otoni)
- Araxá Esporte Clube (Araxá)
- Arsenal Sport Club (Santa Luzia)
- Esporte Clube Sul Minas (Pouso Alegre)
- Fabril Esporte Clube (Lavras)
- Figueirense Esporte Clube (São João del-Rei)
- Fluminense Futebol Clube (Araguari)
- Formiga Esporte Clube (Formiga)
- Guarani Futebol Clube (Pouso Alegre)
- Ideal Sport Club (Sete Lagoas)
- Itapevense Futebol Clube (Itapeva)
- Minas Esporte Clube (Boa Esperança)
- Monlevade Esporte Clube (João Monlevade)
- Santarritense Futebol Clube (Santa Rita do Sapucaí)
- Tombense Futebol Clube (Tombos)
- Venda Nova Futebol Clube (Belo Horizonte)

## Primeira fase
Disputada em três grupos, classificou oito times para a segunda fase da competição - dois do grupo A e três dos grupos B e C.
| Grupo A | Grupo A                  | Grupo A | Grupo A | Grupo A | Grupo A | Grupo A | Grupo A | Grupo A | Grupo A |
| Time | Time                     | Pts     | J       | V       | E       | D       | GP      | GC      | SG      |
| --- | ------------------------ | ------- | ------- | ------- | ------- | ------- | ------- | ------- | ------- |
| 1 | Ideal de Sete Lagoas     | 18      | 8       | 6       | 0       | 2       | 16      | 11      | 5       |
| 2 | Tombense                 | 17      | 8       | 5       | 2       | 1       | 15      | 8       | 7       |
| 3 | Monlevade                | 14      | 8       | 4       | 2       | 2       | 17      | 12      | 5       |
| 4 | América de Teófilo Otoni | 4       | 8       | 1       | 1       | 6       | 12      | 18      | -6      |
| 5 | Venda Nova               | 3       | 8       | 0       | 3       | 5       | 7       | 18      | -11     |
| Grupo B |                          |         |         |         |         |         |         |         |         |
| Time | Time                     | Pts     | J       | V       | E       | D       | GP      | GC      | SG      |
| 1 | Formiga                  | 24      | 10      | 7       | 3       | 0       | 26      | 6       | 20      |
| 2 | Minas Esporte Clube      | 21      | 10      | 6       | 3       | 1       | 21      | 10      | 11      |
| 3 | Alfenense                | 14      | 10      | 3       | 5       | 2       | 16      | 11      | 5       |
| 4 | Fabril                   | 13      | 10      | 3       | 4       | 3       | 15      | 11      | 4       |
| 5 | Figueirense              | 10      | 10      | 3       | 1       | 6       | 12      | 14      | -2      |
| 6 | Arsenal                  | 0       | 10      | 0       | 0       | 10      | 0       | 38      | -38     |
| Grupo C |                          |         |         |         |         |         |         |         |         |
| Time | Time                     | Pts     | J       | V       | E       | D       | GP      | GC      | SG      |
| 1 | Araxá                    | 16      | 8       | 5       | 1       | 2       | 22      | 10      | 12      |
| 2 | Sul Minas                | 16      | 8       | 5       | 1       | 2       | 14      | 9       | 5       |
| 3 | Santarritense            | 13      | 8       | 4       | 1       | 3       | 12      | 7       | 5       |
| 4 | Fluminense de Araguari   | 10      | 8       | 2       | 4       | 2       | 10      | 12      | -2      |
| 5 | Guarani de Pouso Alegre  | 1       | 8       | 0       | 1       | 7       | 2       | 22      | -20     |
| - | Itapevense               | -       | -       | -       | -       | -       | -       | -       | -       |
| Pts – pontos; J – jogos disputados; V - vitórias; E - empates; D - derrotas; GP – gols pró; GC – gols contra; SG – saldo de gols |                          |         |         |         |         |         |         |         |         |

Legenda
|  |                                |
|  | Passaram à segunda fase        |
|  | Clubes excluídos da competição |

## Segunda fase
| Grupo D | Grupo D              | Grupo D | Grupo D | Grupo D | Grupo D | Grupo D | Grupo D | Grupo D | Grupo D |
| Time | Time                 | Pts     | J       | V       | E       | D       | GP      | GC      | SG      |
| --- | -------------------- | ------- | ------- | ------- | ------- | ------- | ------- | ------- | ------- |
| 1 | Formiga              | 11      | 6       | 3       | 2       | 1       | 8       | 6       | 2       |
| 2 | Ideal de Sete Lagoas | 10      | 6       | 3       | 1       | 2       | 12      | 8       | 4       |
| 3 | Araxá                | 8       | 6       | 2       | 2       | 2       | 8       | 9       | -1      |
| 4 | Minas Esporte Clube  | 3       | 6       | 0       | 3       | 3       | 4       | 9       | -5      |
| Grupo E |                      |         |         |         |         |         |         |         |         |
| Time | Time                 | Pts     | J       | V       | E       | D       | GP      | GC      | SG      |
| 1 | Tombense             | 12      | 6       | 3       | 3       | 0       | 10      | 4       | 6       |
| 2 | Alfenense            | 8       | 6       | 2       | 2       | 2       | 10      | 9       | 1       |
| 3 | Santarritense        | 7       | 6       | 2       | 1       | 3       | 7       | 10      | -3      |
| 4 | Sul Minas            | 5       | 6       | 1       | 2       | 3       | 4       | 8       | -4      |
| Pts – pontos; J – jogos disputados; V - vitórias; E - empates; D - derrotas; GP – gols pró; GC – gols contra; SG – saldo de gols |                      |         |         |         |         |         |         |         |         |

Legenda
|  |                |
|  | Semifinalistas |

## Fases finais
Originalmente, estava previsto no regulamento um quadrangular final que apontaria os dois clubes que ascenderiam ao Módulo II 2007. Entretanto, o Esporte Clube Mamoré anunciou que iria se licenciar por tempo indeterminado para levantar uma nova praça de esportes - não queria o dissabor de ter que mandar os jogos no campo da rival URT -, ao mesmo tempo que a Associação Uberlandense Unitri anunciou a iminente extinção de seu departamento de futebol, tão logo seus compromissos profissionais no corrente ano terminassem. Deste modo, já se sabia que mais duas vagas se abririam no Módulo II, que seriam fatalmente ofertadas ao terceiro e quarto colocados do certame, como ocorreu em 2006 com o Nacional de Uberaba, que substituiu a União de Futebol Araxá, e optou-se por um mata-mata para acabar o campeonato mais rapidamente, diminuindo os ônus das equipes.

### Semifinais e final
A equipe no topo de cada disputa representa o mandante do segundo jogo.
|  | Meias-finais | Meias-finais | Meias-finais |       |  | Final    | Final | Final |
|  |              |              |              |       |  |          |       |       |
|  | 1            | Tombense     | 3---4        |       |  |          |       |       |
|  | 4            | Ideal SC     | 1---2        |       |  |          |       |       |
|  |              |              |              |       |  | Tombense | 1---1 |       |
|  |              |              | Formiga      | 0---1 |  |          |       |       |
|  | 2            | Formiga      | 1---1(5)     |       |  |          |       |       |
|  | 3            | Alfenense    | 0---2(4)     |       |  |          |       |       |

| Campeão Mineiro 2006 - Segunda Divisão |
| -------------------------------------- |
| Tombense 2º Título                     |

## Classificação final
| Tabela de classificação | Tabela de classificação  | Tabela de classificação | Tabela de classificação | Tabela de classificação | Tabela de classificação | Tabela de classificação | Tabela de classificação | Tabela de classificação | Tabela de classificação |
| Time | Time                     | Pts                     | J                       | V                       | E                       | D                       | GP                      | GC                      | SG                      |
| --- | ------------------------ | ----------------------- | ----------------------- | ----------------------- | ----------------------- | ----------------------- | ----------------------- | ----------------------- | ----------------------- |
| 1 | Tombense                 | 39                      | 18                      | 11                      | 6                       | 1                       | 34                      | 16                      | 18                      |
| 2 | Formiga                  | 39                      | 20                      | 11                      | 6                       | 3                       | 37                      | 16                      | 21                      |
| 3 | Ideal de Sete Lagoas     | 28                      | 16                      | 9                       | 1                       | 6                       | 31                      | 26                      | 5                       |
| 4 | Alfenense                | 25                      | 18                      | 6                       | 7                       | 5                       | 28                      | 22                      | 6                       |
| 5 | Araxá                    | 24                      | 14                      | 7                       | 3                       | 4                       | 30                      | 19                      | 11                      |
| 6 | Minas Esporte Clube      | 24                      | 16                      | 6                       | 6                       | 4                       | 25                      | 19                      | 6                       |
| 7 | Sul Minas                | 21                      | 14                      | 6                       | 3                       | 5                       | 18                      | 17                      | 1                       |
| 8 | Santarritense            | 20                      | 14                      | 6                       | 2                       | 6                       | 19                      | 17                      | 2                       |
| 9 | Monlevade                | 14                      | 8                       | 4                       | 2                       | 2                       | 17                      | 12                      | 5                       |
| 10 | Fabril                   | 13                      | 10                      | 3                       | 4                       | 3                       | 15                      | 11                      | 4                       |
| 11 | Fluminense de Araguari   | 10                      | 8                       | 2                       | 4                       | 2                       | 10                      | 12                      | -2                      |
| 12 | Figueirense              | 10                      | 10                      | 3                       | 1                       | 6                       | 12                      | 14                      | -2                      |
| 13 | América de Teófilo Otoni | 4                       | 8                       | 1                       | 1                       | 6                       | 12                      | 18                      | -6                      |
| 14 | Venda Nova               | 3                       | 8                       | 0                       | 3                       | 5                       | 7                       | 18                      | -11                     |
| 15 | Guarani de Pouso Alegre  | 1                       | 8                       | 0                       | 1                       | 7                       | 2                       | 22                      | -20                     |
| 16 | Arsenal                  | 0                       | 10                      | 0                       | 0                       | 10                      | 0                       | 38                      | -38                     |
| - | Itapevense               | -                       | -                       | -                       | -                       | -                       | -                       | -                       | -                       |
| Pts – pontos; J – jogos disputados; V - vitórias; E - empates; D - derrotas; GP – gols pró; GC – gols contra; SG – saldo de gols |                          |                         |                         |                         |                         |                         |                         |                         |                         |

Classificação
|  |                                            |
|  | Campeão                                    |
|  | Vice-campeão                               |
|  | Semi-finalistas e acesso ao Módulo II 2007 |
|  | Eliminados na segunda fase                 |
|  | Eliminados na primeira fase                |
|  | Clubes excluídos da competição             |